# Diane Foster
Diane Foster, kanadska atletinja, * 3. marec 1928, Vancouver, Kanada.
Nastopila je na olimpijskih igrah leta 1948, kjer je osvojila bronasto medaljo v štafeti 4x100 m, v teku na 200 n je izpadla v prvem krogu. 